# Tirumurugatruppadai
| Sangam-Literatur |
| --- |
| Ettuttogai („acht Anthologien“) |
| - Natrinai - Kurundogai - Aingurunuru - Paditruppattu - Paripadal - Kalittogai - Agananuru - Purananuru                                                                             |
| Pattuppattu („zehn Gesänge“) |
| - Tirumurugatruppadai - Porunaratruppadai - Sirupanatruppadai - Perumbanatruppadai - Mullaippattu - Maduraikkanchi - Nedunalvadai - Kurinchippattu - Pattinappalai - Malaipadukadam |

Das Tirumurugatruppadai (திருமுருகாற்றுப்படை Tirumurukāṟṟuppaṭai [ˈt̪iɾɯmuɾɯɡaːtːrɯpːaɖɛi̯] „Wegweisung zu Gott Murugan“) ist ein alttamilisches Lobgedicht auf den Gott Murugan. Es wird zugleich zur Gruppe der „zehn Gesänge“ (Pattuppattu) der alttamilischen Sangam-Literatur und zum tamilischen shivaitischen Kanon (Tirumurai) gezählt. Das Tirumurugatruppadai hat eine Länge von 317 Zeilen und ist im Agaval-Versmaß verfasst. Es wird dem Autor Nakkirar zugeschrieben.
Durch seinen religiösen Inhalt ist das Tirumurugatruppadai ein Fremdkörper im Korpus der Sangam-Literatur, die sonst den beiden Genres der Liebes- und Heldendichtung (agam und puram) zuzuordnen ist. Innerhalb der „zehn Gesänge“ steht es in der traditionellen Reihenfolge an erster Stelle. In der tamilischen, wie auch in der sonstigen indischen Literatur, war es üblich, einem Werk einen Einleitungsvers mit der Anrufung eines Gottes voranzustellen. Womöglich sollte das Tirumurugatruppadai diese Funktion für die „zehn Gesänge“ übernehmen. Das Tirumurugatruppadai ist zugleich aber auch eine Weiterentwicklung des Sub-Genres der „Wegweisung“ (atruppadai) der alttamilischen Heldendichtung. Im Atruppadai-Genre weist der Dichter einem anderen Barden den Weg zu seinem Patron und preist dabei dessen Großzügigkeit. Im Tirumurugatruppadai tritt an die Stelle des Barden, der einen Gönner sucht, der Gläubige, dem der Weg zu Gott gewiesen wird. Hiervon leitet sich auch der Werktitel („Wegweisung zu Murugan“, mit dem ehrerweisenden Präfix Tiru) her. Die Datierung des Tirumurugatruppadai ist unsicher, als sicher gilt aber, dass es später ist als der Rest des Sangam-Korpus. Anhand sprachlicher und stilistischer Kriterien wird ein Entstehungszeitraum im 6. Jahrhundert vorgeschlagen.
Das Tirumurugatruppadai steht am Übergang zwischen der Sangam-Literatur und der Bhakti-Literatur, die im 7. Jahrhundert im tamilischen Bereich aufkommt. Es baut stark auf den Konventionen der Sangam-Literatur auf, daneben erscheinen aber auch erstmals Elemente der Mythologie des pan-hinduistischen Gottes Skanda, der mit der ursprünglich separaten tamilischen Gottheit Murugan zu verschmelzen beginnt. Erstmals wird im Tirumurugatruppadai das bis heute populäre Konzept der „sechs Wohnstätten“ (Arupadaividu) Murugans formuliert.
Wegen seiner religiösen Bedeutung wurde das Tirumurugatruppadai auch in den shivaitischen Kanon aufgenommen und ist Teil des 11. Buchs des Tirumurai. Daher genoss es anders als der Rest der Sangam-Literatur, die zwischenzeitlich weitgehend in Vergessenheit geraten war und erst Ende des 19. Jahrhunderts wiederentdeckt wurde, durchgängig große Popularität. Das Tirumurugatruppadai ist in zahlreichen Manuskriptkopien erhalten und wurde bereits früh (spätestens 1834/35) gedruckt.